# Ludwig Schraut
Ludwig Schraut (* 1. Dezember 1929 in Göggingen; † 7. April 2007 in Memmingen) war ein deutscher Lehrer und Politiker (SPD).

## Leben
Schraut besuchte die Volksschule sowie die Oberschulen in Memmingen und Lauingen. Nach den beiden Lehramtsprüfungen 1951 und 1954 war er in Memmingen als Volksschuloberlehrer tätig. Im Memminger Stadtrat fungierte er als Referent für Volksschulen und Sonderschulen.
Seine politische Laufbahn begann 1952 mit dem Beitritt zur SPD. Er wurde SPD-Kreisvorsitzender von Memmingen/Mindelheim, später stellvertretender Unterbezirksvorsitzender der SPD in Südschwaben.
Nach der Landtagswahl am 20. November 1966 zog er als Abgeordneter in den Bayerischen Landtag ein, dem er zunächst bis November 1970 angehörte. Am 28. September 1972 rückte er bis zum Ablauf der Wahlperiode im November 1974 für den ausgeschiedenen Abgeordneten Adolf Härtl nach.

## Ehrungen
- 1980: Verdienstkreuz am Bande der Bundesrepublik Deutschland
- 1996: Goldener Ehrenring der Stadt Memmingen
- Kommunale Verdienstmedaille in Bronze